# Volo Hunting Air Travel Nizza-Malta
Il volo Hunting Air Travel Nizza-Malta era un volo della compagnia privata britannica Hunting Air Travel, schiantatosi contro il Monte Serra di Biondo, vicino Burgio, il 16 febbraio 1952. Nell'impatto persero la vita tutti e 31 gli occupanti del velivolo.

## L'incidente e le ricerche
L'aereo, un Vickers VC.1 Viking, era partito dall'aeroporto di Bovingdon. Dopo aver fatto scalo a Nizza, era ripartito in direzione di Malta, dove sarebbe dovuto sostare un giorno. La destinazione finale era l'Aeroporto di Nairobi.
L'ultimo segnale dell'aereo, mentre sorvolava la Sardegna era stato captato dall'Aeroporto di Roma-Ciampino. Atteso a Malta per le 18:30, al mancato arrivo le autorità maltesi lanciarono un allarme. Le ricerche condotte da 8 aerei si protrassero per tutta la notte tra sabato e domenica, finché non furono identificati dei resti di un aereo nelle montagne vicino a Bivona. Precisamente a 1.138 m, alle pendici del Monte Sierra di Biondo, a circa 5 km da Burgio.
Nell'impatto persero la vita tutti gli occupanti del velivolo: 26 passeggeri, tra cui 3 bambini, e 5 membri dell'equipaggio. Erano tutti cittadini britannici a eccezione di un italiano.

## La commissione d'inchiesta
L'esito delle indagini attribuì l'incidente ad un'imprudenza del pilota, che non aveva rispettato la quota di sicurezza mentre era in volo sulla Sicilia, anche in considerazione delle formazioni temporalesche presenti nella zona. Inoltre il pilota ignorava le reali condizioni di vento sulla tratta, che portarono ad uno spostamento di 3 gradi rispetto alla direzione preventivata